# Amesopous richardsonae
Amesopous richardsonae is een pissebed uit de familie Arcturidae. De wetenschappelijke naam van de soort is voor het eerst geldig gepubliceerd in 1905 door Stebbing.